# 塚田一博
塚田 一博（つかだ かずひろ、1950年10月7日 - 2016年3月5日）は、日本の医学者。専門は外科学（消化器・腫瘍・総合外科）。医学博士。富山医科薬科大学医学部第二外科学教室教授（1997年-2016年）、富山大学病院病院長（2013年-2016年）。
外科手術、特に消化器外科、腫瘍外科、総合外科に優れ外科手術の治療成績と安全性の向上のための研究、若手外科医師の指導・養成など幅広く外科の発展に寄与する。2016年4月30日、高岡市ホテルニューオータニ高岡にて、富山大学附属病院・富山大学医学部・富山大学第二外科合同の塚田一博先生を偲ぶ会が開催された。

## 略歴
- 1950年10月17日、栃木県栃木市にて出生。
- 1975年3月新潟大学医学部卒業。同医学部附属病院　医員（研修医）。
- 1984年4月新潟大学医学部附属病院　助手（第一外科）。
- 1993年4月新潟大学医学部　講師（第一外科）。
- 1997年4月富山医科薬科大学医学部　教授（第二外科）。
- 2000年4月富山医科薬科大学附属病院　副院長。
- 2001年4月富山医科薬科大学附属病院　医療安全室長（初代）、同救急部長（初代）。
- 2005年11月富山大学大学院医学研究科　教授（消化器・腫瘍・総合外科）。
- 2006年4月富山大学附属病院 がん治療部部長（初代）。
- 2007年4月富山大学附属病院　栄養部部長（初代）。
- 2011年4月富山大学教育研究評議会　評議員。
- 2013年4月富山大学附属病院　病院長、富山大学副学長。
- 2016年3月5日　在任中に逝去。

## 社会活動
- 北信越大学軟式野球連盟　会長（2009年〜）。
- 富山市医師会　運営委員（2003年〜）。
- 富山大学医師会初代会長（2014年〜）。
- 胆道がん診療ガイドライン作成委員会　委員。
- とやま医療最前線プロジェクト協議会　代表幹事（2008年〜）
- 富山テレビ番組審議会　委員（2012年〜）

他、多数。

## 学会活動
- 第67回日本消化器外科学会総会・会長（2012年）。
- 第46回日本腹部救急医学会総会・会長（2010年）。
- 第17回日本門脈圧亢進症学会総会・会長（2010年）

## 表彰歴
- 富山新聞文化賞（2012年）。
- 瑞宝中綬章（2016年）。

## 脚註
- 塚田一博先生を偲ぶ会　資料